# Philippe Quintais
Philippe Quintais, né le 30 décembre 1967 à Chartres (Eure-et-Loir), est un joueur de pétanque français.
Avec 17 titres de champion du monde, Philippe Quintais est le Français qui détient le plus grand nombre de titres de champion du monde tous sports confondus, derrière Antoine Albeau.
Avec ses partenaires Philippe Suchaud et Henri Lacroix, ils ont constitué la légendaire Dream Team de la pétanque mondiale, remportant de multiples titres à tous niveaux dont trois championnats du monde consécutifs (avec le support du 4e joueur Eric Sirot).
Il a fait partie des clubs de Hanches, de Barbizon, de Nice, de Dreux, de Saint-Pierre-d'Oléron, de Langon-sur-Cher et avec un retour aux sources à Hanches en 2025.

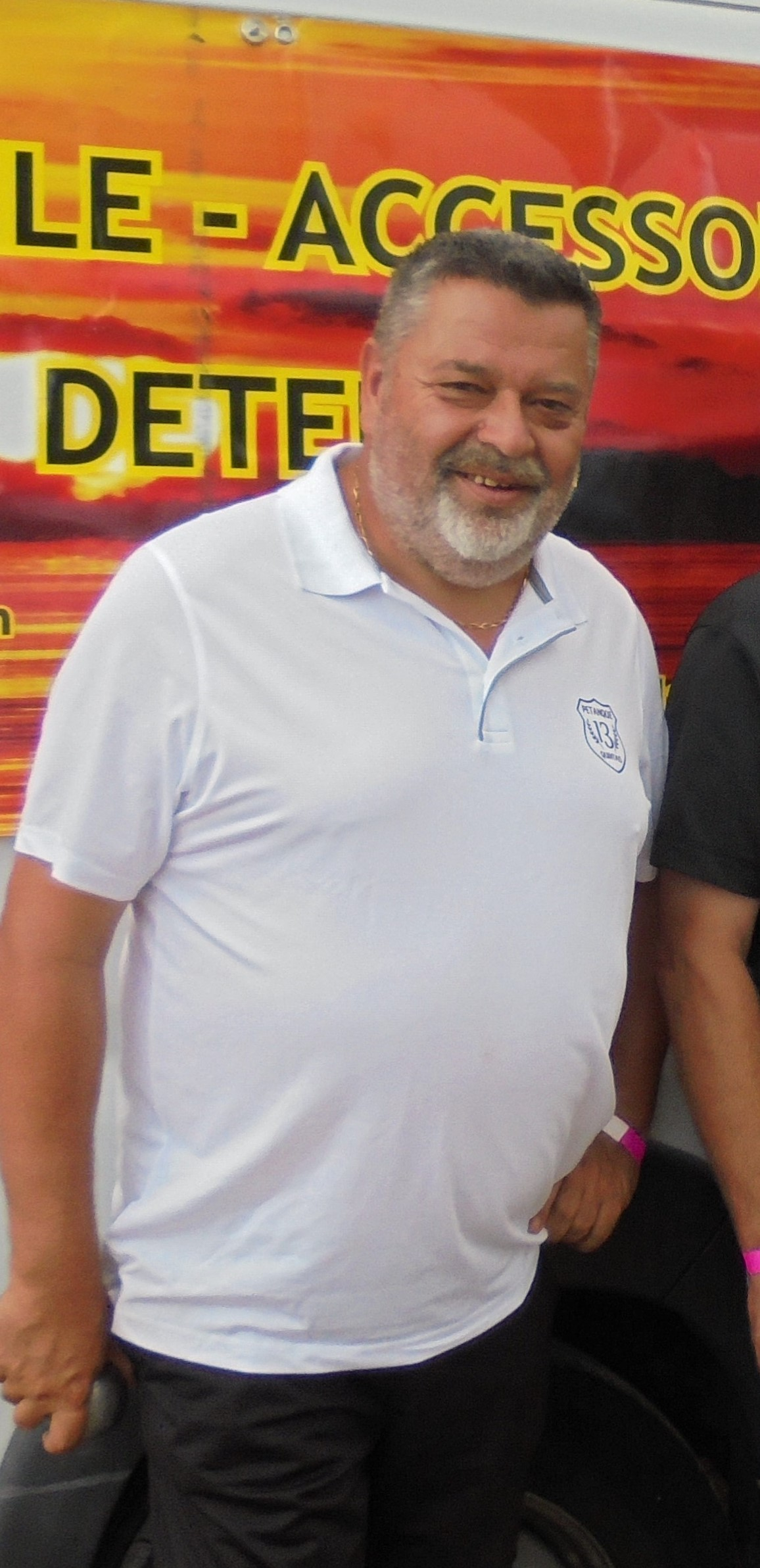
Philippe Quintais en 2021

## Biographie
Alors qu'il est écarté du club de football de sa ville, Hanches, Philippe Quintais découvre la pétanque avec son père. Rapidement remarqué, son voisin l'emmène jouer un concours à Rambouillet qu'il remporte. Il n'arrête plus jamais de jouer ensuite. Après ses étonnants débuts, le palmarès de Philippe Quintais s'enrichit rapidement avec un titre de champion d'Eure-et-Loir remporté avec son père.
Il connaît sa première grande réussite en 1988, dès l'âge de 21 ans, en devenant champion de France seniors en individuel à Brest. Le succès de ce junior au plus haut niveau national intéresse les instances fédérales et l'Eurélien commence à porter le maillot de l'équipe de France. Il doit cependant attendre 1990 pour monter sur un podium des championnats du monde après une défaite d'un seul point en demi-finale. Il prend sa revanche l'année suivante en tant que capitaine de l'équipe de France 3 de triplette. La finale, remportée 15-4 contre la Tunisie, est diffusée sur Eurosport.
En 1991, à Chemillé, Philippe Quintais tente de battre le record du monde individuel de tir des mille boules en une heure. Après avoir manqué deux des huit premières, après 600 boules, il accuse sept touches de retard. Mais il réussit ensuite une série de 356 tirs pour revenir dans la partie pour un total de 991 tirs réussis,. Le record du monde de Christian Fazzino est égalé.
Le 8 décembre 2000, il devient président-cofondateur de Hanches Pétanque.
En 2004, il décide de mettre un terme à sa carrière internationale sans pour autant quitter les terrains de boules. Pendant quatre ans, il coache l'équipe de France avec trois nouveaux titres mondiaux à la clé. Parallèlement, il lance une ligne de vêtements pour gagner sa vie.
En mai 2011, il organise une tentative de record du monde de tir en équipe à Dreux, ville dont il est alors l'ambassadeur sportif. 1 000 boules, 100 tirs par tireur, 60 minutes : avec 876 boules touchées, le record datant de quatorze ans est battu de sept touches. L'équipe de Quintais entre au Livre Guinness des records.
En 2012, son jubilé est organisé à Marseille et la Fédération lui remet un trophée de douze kilos, soit autant que de titres mondiaux.
Mais sa carrière n'est pas terminée. Il est sacré champion de France triplettes en 2013 avec Philippe Suchaud et Emmanuel Lucien.
Puis il est rappelé en équipe de France après l'échec de 2016, et gagne le titre européen en 2017.
Il continue sur sa lancée et ramène la France sur le toit du monde avec la victoire en 2018 au Canada contre l'équipe du Maroc (avec Philippe Suchaud, Henri Lacroix et Dylan Rocher).
En 2021, Philippe annonce que les championnats du monde auquel il participera seront ses derniers, il remporte une dix-septième et ultime fois ce titre en Espagne avec Philippe Suchaud, Henri Lacroix et Dylan Rocher. Confirmant ainsi son statut de meilleur joueur de tous les temps.
Dès son arrivée à la Pétanque Boule Langonnaise en 2021, il s'impose en maître incontesté et contribue âprement à faire monter l'équipe de Langon-sur-Cher en élite nationale du Championnat National des Clubs (CNC). S'adjugeant par la même occasion, le titre de champion de France des clubs Nationale 2 en 2021 ainsi que le graal en obtenant le titre de champion de France des clubs Nationale 1 en 2023.
Pour l’année 2025, il choisit un retour aux sources en se licenciant au club de Hanches Pétanque, dans l’Eure-et-Loir, qui n’est autre que le club de ses débuts. Ce changement souligne un moment marquant dans la carrière de Philippe, qui souhaite progressivement s’éloigner des terrains de boules pour profiter davantage de sa famille. Se déclarant en pré-retraite, il joue désormais uniquement pour le plaisir ou à l’occasion de grands rendez-vous annuels comme les championnats, certains nationaux ou encore le Mondial La Marseillaise.

## Style de jeu
Droitier, Philippe Quintais est adroit au point comme au tir. Il s'affirme dès ses débuts comme un meneur d'équipe.
Aujourd'hui il a une préférence pour le poste de milieu, mais on le voit aussi très souvent briller en pointeur de tête.

## Clubs
- ?  -   ?    : AS Hanches (Eure-et-Loir)
- ?   -1993 : Star Master's Pétanque Club de Barbizon (Seine-et-Marne)
- 1994-2000 : AS Hanches (Eure-et-Loir)
- 2001-2004 : Hanches Pétanque (Eure-et-Loir)
- 2005-2010 : DUC de Nice (Alpes-Maritimes)
- 2011-2016 : Dreux Pétanque (Eure-et-Loir)
- 2017-2020 : Oléron Pétanque Élite (Charente-Maritime)
- 2021-2024 : Pétanque Boule Langonnaise Langon-sur-Cher (Loir-et-Cher)
- 2025-?       : Hanches Pétanque (Eure-et-Loir)

## Palmarès

### Titres et trophées
Il remporte douze titres de champion de France et surtout dix-sept de champion du monde (dont trois en tant que coach de l'équipe de France). Il devient l'un des meilleurs tireurs de sa génération obtenant au niveau international les quatre premiers titres de Champion du Monde de tir de précision entre 2000 et 2003. Sans oublier ses dix autres titres mondiaux en Triplette entre 1991 et 2021. Il s'est également distingué en tant que coach des équipes championnes du monde de 2005, 2007 et 2008. Il est aussi le joueur de pétanque aux multiples succès dans les concours populaires comme le Mondial de Millau (12 victoires), la Marseillaise (5 victoires) et le Masters (5 victoires).
Côté championnat français, Philippe Quintais est qualifié 61 fois pour les championnats de France remportant deux fois le championnat tête-à-tête (1988 et 2001), deux fois le championnat doublette (1999 et 2007), cinq fois le championnat triplette (2006, 2008, 2009, 2010 et 2013), et trois fois le championnat Doublette Mixte (1993, 1994 et 2008). Son palmarès est aussi riche de six Coupes de France dont une, remportée en 2002, avec le club de son village, Hanches Pétanque.
Il est également médaillé plusieurs fois aux jeux méditerranéens, en or, argent et bronze, que ce soit en doublette ou en triplette.

### Séniors

#### Championnats du Monde[E 6]

##### Champion du Monde
- Triplette 1991 (avec Michel Schatz et Georges Simoes) :  Équipe de France 2
- Triplette 1993 (avec Michel Schatz et Georges Simoes) :  Équipe de France
- Triplette 1995 (avec David Le Dantec et Philippe Suchaud) :  Équipe de France
- Triplette 1996 (avec David Le Dantec et Philippe Suchaud) :  Équipe de France 3
- Triplette 1998 (avec Michel Briand, Didier Choupay et Christian Fazzino) :  Équipe de France
- Tir de Précision 2000
- Triplette 2001 (avec Henri Lacroix, Eric Sirot et Philippe Suchaud) :  Équipe de France
- Tir de Précision 2001
- Triplette 2002 (avec Henri Lacroix, Eric Sirot et Philippe Suchaud) :  Équipe de France
- Tir de Précision 2002
- Triplette 2003 (avec Henri Lacroix, Eric Sirot et Philippe Suchaud) :  Équipe de France 2
- Tir de Précision 2003
- En tant que coach 2005 :  Équipe de France composée de Julien Lamour, Henri Lacroix, Philippe Suchaud et Simon Cortes
- En tant que coach 2007 :  Équipe de France composée de Thierry Grandet, Henri Lacroix, Philippe Suchaud et Dylan Rocher
- En tant que coach 2008 :  Équipe de France composée de Thierry Grandet, Henri Lacroix, Philippe Suchaud et Dylan Rocher
- Triplette 2018 (avec Henri Lacroix, Philippe Suchaud et Dylan Rocher) :  Équipe de France
- Triplette 2021 (avec Henri Lacroix, Philippe Suchaud et Dylan Rocher) :  Équipe de France[4]

##### Finaliste
- Triplette 1992 (avec Michel Schatz et Georges Simoes) :  Équipe de France 3

##### Troisième
- Triplette 1990 (avec Patrick Milcos et Jean-Pierre Watiez) :  Équipe de France 2
- Triplette 1997 (avec Michel Loy et Philippe Suchaud) :  Équipe de France 3
- Triplette 2000 (avec Philippe Suchaud, Jean-Marc Foyot et Jean-Luc Robert) :  Équipe de France
- Triplette 2004 (avec Henri Lacroix, Eric Sirot et Philippe Suchaud) :  Équipe de France 2

#### Championnats d'Europe
Champion d'Europe
- Tir de précision 2009
- Triplette 2017 (avec Henri Lacroix, Dylan Rocher et Philippe Suchaud) :  Équipe de France

Finaliste
- Tête-à-tête 2009

Troisième
- Triplette 2009 (avec Christophe Sarrio, Stéphane Robineau et Michel Loy) :  Équipe de France

Champion d'Europe vétéran
- En tant que coach 2023 :  Équipe de France composée de Christian Fazzino, Jean-Marc Foyot, Michel Loy et Christian Lagarde

#### Coupe d'Europe des Clubs

##### Vainqueur
- 2004 : (avec Fabienne Tomasini, Valérie Augusta, Philippe Suchaud, Stéphane Ruffo, Frédéric Foni, Ludovic Montoro, Pascal Dacruz, Luis Aleixo et Alain Montoro (coach)) : DUC de Nice
- 2008 (avec Séverine Roche, Christine Saunier, Philippe Suchaud, Henri Lacroix, Simon Cortes, Pascal Miléi, Ludovic Montoro, Khaled Lakhal, Pascal Dacruz et Alain Montoro (coach)) : DUC de Nice
- 2009 (avec Séverine Roche, Christine Saunier, Philippe Suchaud, Henri Lacroix, Simon Cortes, Pascal Miléi, Ludovic Montoro, Khaled Lakhal et Alain Montoro (coach)) : DUC de Nice
- 2010 (avec Séverine Roche, Christine Saunier, Philippe Suchaud, Henri Lacroix, Simon Cortes, Ludovic Montoro, Patrick Hervo et Alain Montoro (coach)) : DUC de Nice

#### Jeux méditerranéens[E 6]

##### Vainqueur
- Doublette 2001 (avec Philippe Suchaud) :  Équipe de France

##### Finaliste
- Triplette 2001 (avec Philippe Suchaud et Ludovic Labrue) :  Équipe de France
- Doublette 2009 (avec Pascal Miléï) :  Équipe de France

##### Troisième
- Doublette 1997 (avec Philippe Suchaud) :  Équipe de France

#### Championnats de France

##### Champion de France
- Tête-à-tête 1988 : AS Hanches
- Doublette Mixte 1993 (avec Nathalie Quintais) : Star Master's Pétanque Club de Barbizon
- Doublette Mixte 1994 (avec Nathalie Quintais) : AS Hanches
- Doublette 1999 (avec Jean-Luc Robert) : AS Hanches
- Tête-à-tête 2001 : Hanches Pétanque
- Triplette 2006 (avec Henri Lacroix et Philippe Suchaud) : DUC de Nice
- Doublette 2007 (avec Henri Lacroix) : DUC de Nice
- Triplette 2008 (avec Henri Lacroix et Philippe Suchaud) : DUC de Nice
- Doublette Mixte 2008 (avec Anne-Marie Della-Pietra) : DUC de Nice
- Triplette 2009 (avec Henri Lacroix et Philippe Suchaud) : DUC de Nice
- Triplette 2010 (avec Henri Lacroix et Philippe Suchaud) : DUC de Nice
- Triplette 2013 (avec Emmanuel Lucien et Philippe Suchaud) : Dreux Pétanque

##### Finaliste
- Doublette 2017 (avec Damien Hureau) : Oléron Pétanque Élite

##### Champion de FranceFFST
- Triplette 1987 (avec Didier Anton, Jacky Delangle) : Les Amis Les Gones Paris 15ème
- Doublette 1988 (avec Jean-Claude Dubois) : AP Trappes

#### Coupe de France des clubs

##### Vainqueur
- Six fois (une avec Hanches Pétanque et cinq avec DUC de Nice)[E 6] :
  - 2002  (avec Fabienne Berdoyes, Angélique Pillas, Jean-Luc Robert, Raphaël Rypen, Sebti Amri, Hervé Concédieu, Bruno Petit et Jean-Pierre Mercier (coach)) : Hanches Pétanque
  - 2004 : (avec Fabienne Tomasini, Valérie Augusta, Philippe Suchaud, Stéphane Ruffo, Frédéric Foni, Ludovic Montoro, Pascal Dacruz, Luis Aleixo et Alain Montoro (coach)) : DUC de Nice
  - 2005  (avec Christine Saunier, Philippe Suchaud, Henri Lacroix, Frédéric Foni, Ludovic Montoro, Khaled Lakhal, Daniel Rizo et Alain Montoro (coach)) : DUC de Nice
  - 2006  (avec Séverine Roche, Philippe Suchaud, Henri Lacroix, Patrick Emile, Khaled Lakhal et Alain Montoro (coach)) : DUC de Nice
  - 2008  (avec Christine Saunier, Philippe Suchaud, Henri Lacroix, Simon Cortes, Khaled Lakhal, Daniel Rizo et Alain Montoro (coach)) : DUC de Nice
  - 2009  (avec Séverine Roche, Philippe Suchaud, Henri Lacroix, Simon Cortes, Pascal Miléi, Ludovic Montoro et Alain Montoro (coach)) : DUC de Nice

##### Finaliste
- Deux fois (une avec Hanches Pétanque et une avec Oléron Pétanque Élite)[E 6] :
  - 2001 (avec Angélique Pillas, Jean-Luc Robert, Sebti Amri, Hervé Concédieu, Jean-Pierre Le Lons, Bruno Petit et Jean-Pierre Mercier (coach)) : Hanches Pétanque
  - 2019 (avec Charlotte Darodes, Audrey Viaules, Damien Hureau, Jérémy Darodes, Richard Feltain, Julien Lamour, Lahatra Randriamanantany et Jacky Mense (coach)) : Oléron Pétanque Élite

##### Champion de France
- 2021 (avec Cyril Georget, Franck Fayol, David Winterstein, Eric Boudrie, David Lafond, Pierre Portier, Eric Clément et Gérard Fourreg (coach)) : Langon Pétanque

- 2023 (avec Cyril Georget, Franck Fayol, Flavien Sauvage, David Winterstein, Virgile Chausson, Eric Boudrie, David Lafond, Pierre Portier, Enzo Métais et Eric Clément (coach)) : Langon Pétanque

#### Masters de pétanque[E 3],[E 6]

##### Vainqueur
- 2003 (avec Philippe Suchaud, Henri Lacroix et Jean-Pierre Albentosa) : Équipe Suchaud
- 2007 (avec Henri Lacroix, Frédéric Perrin et Philippe Suchaud) : Équipe Lacroix
- 2010 (avec Henri Lacroix, Philippe Suchaud et Simon Cortes) : Équipe Quintais
- 2013 (avec Christian Fazzino, Damien Hureau et Philippe Suchaud) : Équipe Suchaud
- 2015 (avec Emmanuel Lucien, Philippe Suchaud et Charles Weibel) : Équipe Wild Card

##### Finaliste
- 2008 (avec Henri Lacroix, Frédéric Perrin et Philippe Suchaud) : Équipe Suchaud
- 2012 (avec Christophe Sévilla, Matthieu Gasparini et Simon Cortes) : Équipe Sévilla
- 2017 (avec Damien Hureau, Michel Loy et Philippe Suchaud) :  Équipe de France
- 2019 (avec Dylan Rocher, Philippe Suchaud et Emmanuel Lucien) : Équipe Rocher
- 2024 (avec Diego Rizzi, Damien Hureau, Alessio Cocciolo) : Équipe Wild Card

#### Trophée des Villes

##### Vainqueur
- 2001 (avec Jean-Luc Robert et Raphaël Rypen) : Chartres
- 2009 (avec Philippe Suchaud, Henri Lacroix et Christophe Calissi) : Nice
- 2010 (avec Philippe Suchaud, Henri Lacroix et Christophe Calissi) : Nice
- 2013 (avec Philippe Suchaud, Emmanuel Lucien et Jordan Champion) : Dreux

#### Grand Prix du Trophée des Villes

##### Vainqueur
- 2023 (avec Cyril Georget, Loïc Dupuis et Flavien Sauvage) : Langon-sur-Cher

##### Finaliste
- 2014 (avec Emmanuel Lucien, David Winterstein et Jordan Champion) : Dreux

#### Mondial La Marseillaise[E 3],[E 6]

##### Vainqueur
- 1997 (avec Joseph Farré et Jean-Luc Robert)
- 2004 (avec Philippe Pécoul et Philippe Suchaud)
- 2005 (avec Philippe Pécoul et Philippe Suchaud)
- 2009 (avec Philippe Pécoul et Philippe Suchaud)
- 2024 (avec Jean-Claude Jouffre et Philippe Suchaud)

##### Finaliste
- 2025 (avec Jean-Claude Jouffre et Philippe Suchaud)

#### Millau[E 6]

##### Vainqueur
- Triplette 1995 (avec Laurent Morillon et Jean-Luc Robert)
- Tête-à-tête 1995
- Triplette 1996 (avec Laurent Morillon et Jean-Luc Robert)
- Doublette 1996 (avec Jean-Luc Robert)
- Doublette 1997 (avec Jean-Luc Robert)
- Tête-à-tête 1997
- Tête-à-tête 2000
- Tête-à-tête 2001
- Tête-à-tête 2002

##### Finaliste
- Doublette 1993 (avec Laurent Morillon)
- Doublette 1994 (avec Laurent Morillon)
- Triplette 1998 (avec Jean-Luc Robert et Jean-Pierre Le Lons)
- Triplette 1999 (avec Jean-Luc Robert et Jean-Pierre Le Lons)
- Doublette 1999 (avec Jean-Luc Robert)

##### Vainqueur
- Doublette 2004 (avec Philippe Suchaud)
- Triplette 2005 (avec Philippe Suchaud et Henri Lacroix)
- Triplette 2006 (avec Philippe Suchaud et Henri Lacroix)
- Triplette 2007 (avec Philippe Suchaud et Henri Lacroix)
- Triplette 2009 (avec Pascal Milei et Simon Cortes)
- Triplette 2011 (avec Philippe Suchaud et Henri Lacroix)

#### Passion Pétanque Française (PPF)

##### Vainqueur
- Triplette 2014 (avec Emmanuel Lucien et Stéphane Dath)
- Triplette 2022 (avec Philippe Suchaud et Emmanuel Lucien)[5]

##### Finaliste
- Triplette 2017 (avec Philippe Suchaud et Dominique Usaï)

#### Autres titres

##### TrophéeCanal +

###### Vainqueur
- Triplette 1991 (avec Michel Schatz et Georges Simoes) à Brétigny-sur-Orge
- Triplette 1992 (avec Michel Schatz et Georges Simoes) à Perpignan
- Triplette 1993 (avec Michel Schatz et Georges Simoes) à Chalon-sur-Saône
- Triplette 1998 (avec Christian Fazzino et Philippe Suchaud) à Toulouse
- Triplette 1999 (avec Christian Fazzino et Philippe Suchaud) à Bellerive-sur-Allier

#### EuroPétanque de Nice

##### Vainqueur
- Triplette 2002 (avec Henri Lacroix et Philippe Suchaud)
- Triplette 2009 (avec Henri Lacroix et Philippe Suchaud)
- Triplette 2010 (avec Henri Lacroix et Philippe Suchaud)
- Triplette 2012 (avec Henri Lacroix et Philippe Suchaud)
- Triplette 2014 (avec Philippe Suchaud et Emmanuel Lucien)
- Triplette 2015 (avec Philippe Suchaud et Emmanuel Lucien)

#### Bol d'Or International deGenève

##### Vainqueur
- 1992 : Groupe France (avec Michel Schatz, Georges Simoes et Didier Choupay)
- 1995 : Groupe France (avec Laurent Morillon, Michel Schatz et Georges Simoes)
- 1997 : Groupe France (avec Philippe Suchaud, David Le Dantec et Laurent Morillon)
- 2003 : Champions du Monde (avec Philippe Suchaud, Henri Lacroix et Éric Sirot)

#### Records
- Exhibition tir : codétenteur du record du monde de tir des 1 000 boules en une heure le 10 mai 2011 à Dreux. Les tireurs : Stéphane Robineau (93 frappées), Damien Hureau (91), Philippe Quintais (94), Kévin Malbec (81), Christophe Sévilla (84), Philippe Suchaud (86), Julien Lamour (84), Michel Loy (83), Dylan Rocher (89) et Christian Fazzino (91). Soit 876 sur 1 000 en 53 minutes et 25 secondes.
- Le 9 juin 2016 à  Béziers « 879 boules frappées » avec Stéphane Robineau (86), Dylan Rocher (84), Kahled Lakhal (78), Jean-Michel Puccinelli (88), Philippe Quintais (93), Carlos Rakotoarivelo (87), Maison Durk (92), Charles Weibel (84), Philippe Suchaud (94), et Diego Rizzi (93).
- Record de tir sur 1000 boules visées : 991 boules/1 000[E 3],[E 6] (record détenu par Tonio Alves avec 999/1 000)
- Ancien record du monde du tir de précision : 62 points (record codétenu avec Kévin Malbec)[E 6]

### Distinctions
- Médaille du mérite sportif remise le 21 janvier 2000 par Marie-George Buffet, ministre de la Jeunesse et des Sports.
- Ambassadeur des sports de la ville de Dreux, de février 2009 à décembre 2014[E 5].

### Ouvrage de référence
- Les exploits des sportifs d'Eure-et-Loir : 1965-2015

1. 1 2 3 4  Pétanque - 1991-2003 / Philippe Quintais : les coups du « Zidane » de la pétanque, p. 121
2. 1 2 3 4 5  Pétanque - 1991-2003 / Philippe Quintais : les coups du « Zidane » de la pétanque, p. 122
3. 1 2 3 4 5 6 7 8  Pétanque - 1991-2003 / Philippe Quintais : les coups du « Zidane » de la pétanque, p. 123
4. 1 2 3 4  Pétanque - 1991-2003 / Philippe Quintais : les coups du « Zidane » de la pétanque, p. 124
5. 1 2 3 4  Pétanque - 1991-2003 / Philippe Quintais : les coups du « Zidane » de la pétanque, p. 125
6. 1 2 3 4 5 6 7 8 9  Pétanque - 1991-2003 / Philippe Quintais : les coups du « Zidane » de la pétanque /Repères, p. 127

### Autres références
1. ↑  Lionel ZANET Boulistenaute.com, « Championnats de France triplettes à pétanque : extraordinaire Dream team - Championnats de France - ARTICLES sur la pétanque », sur www.boulistenaute.com (consulté le 25 juillet 2016)
2. ↑  Lionel ZANET Boulistenaute.com, « PORTRAIT N°247 QUINTAIS Philippe "DUCPH" - Joueurs de pétanque - ARTICLES sur la pétanque », sur www.boulistenaute.com (consulté le 21 juillet 2016)
3. ↑  « Biographie de Philippe Quintais », sur www.123petanque.com (consulté le 21 juillet 2016)
4. ↑  Le Dauphiné Libéré, « L'équipe de France de Dylan Rocher encore championne du monde ! », sur ledauphine.com, 21 novembre 2021 (consulté le 7 décembre 2021)
5. ↑  F.Co., « Grande finale PPF : Philippe Quintais plus fort que Dylan Rocher à Vaujany », sur ledauphine.com, 16 janvier 2022 (consulté le 17 janvier 2022)